# Turners Hill
Turners Hill es un pueblo y parroquia civil en el distrito de Mid Sussex, Sussex Occidental, Inglaterra. Tiene una superficie de 1,390 hectáreas, y una población de 1,849 habitantes (censo 2001), alcanzando a 1.919 habitantes [2] (censo 2011).
El pueblo se encuentra a 5 km al suroeste de East Grinstead, a 6 km al sureste de Crawley y se encuentra en una empinada línea de cresta en uno de los puntos más altos (177 metros sobre el nivel del mar) Del Weald, donde se cruzan dos rutas históricamente importantes, la B2110 y la B2028.
Es conocido por su destacado colegio internado Worth, el cual se sitúa a 1,2 millas de la localidad.